# Michael Lang (Theologe)

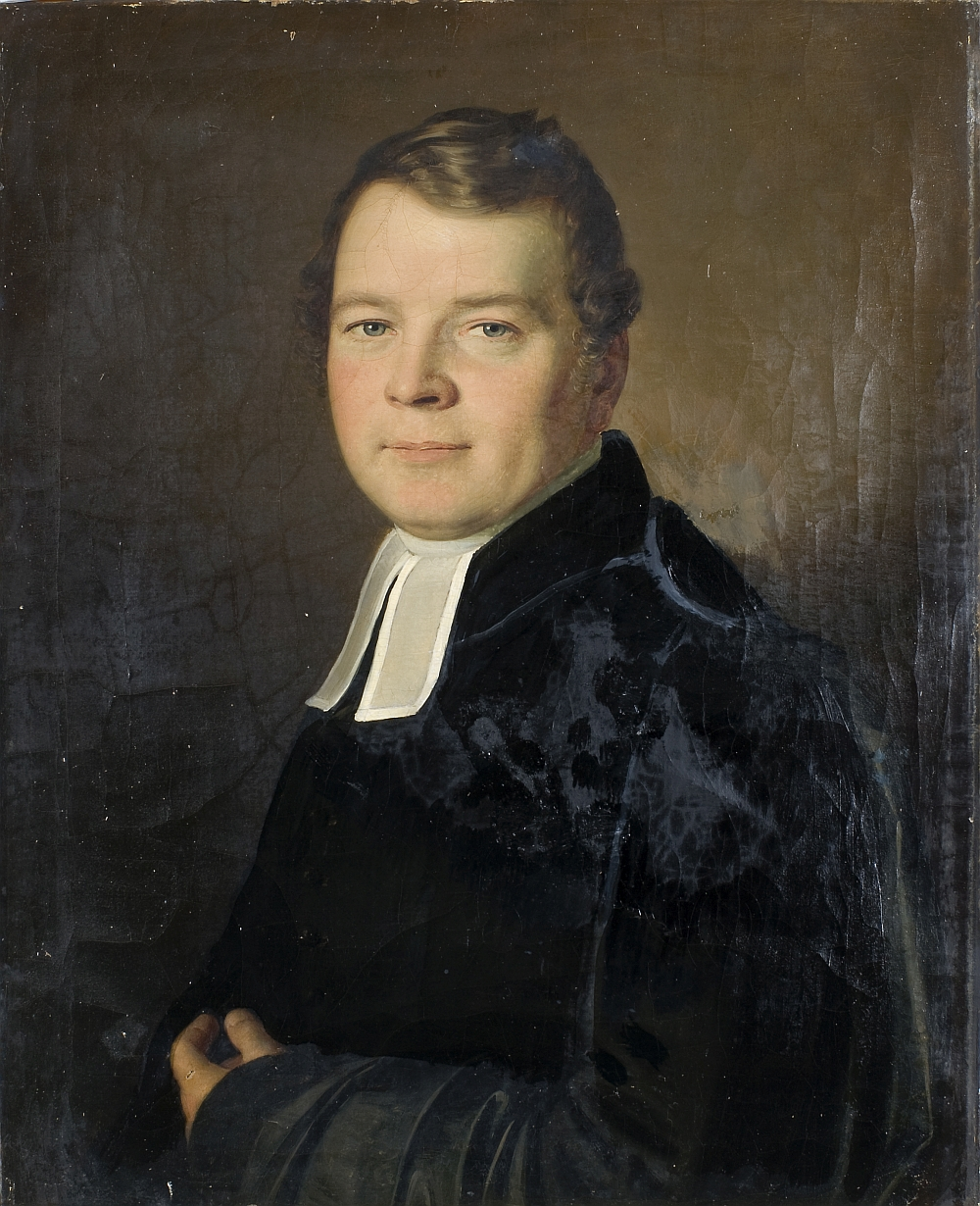
Michael Lang um 1830

Michael Lang (* 30. März 1803 in Pest im Königreich Ungarn; † 31. Januar 1874 in Budapest im Königreich Ungarn) war ein evangelischer Theologe und deutscher Prediger (ab 1843 Propst) der Evangelischen Kirchengemeinde A.B. in Pest/Königreich Ungarn.

## Leben
Er wurde als Sohn von Johann Lang und dessen Ehefrau Franziska Beck in Pest geboren. Die ersten Schuljahre verbrachte er in seiner Geburtsstadt. Danach setzte er seine Ausbildung in Modern fort. Zuerst wirkte er als Lehrer an einer Mädchenschule in Modern, bevor er ein Theologiestudium an der Wiener Universität begann. Nach dem Studium kehre er in seine Heimatstadt Pest zurück.

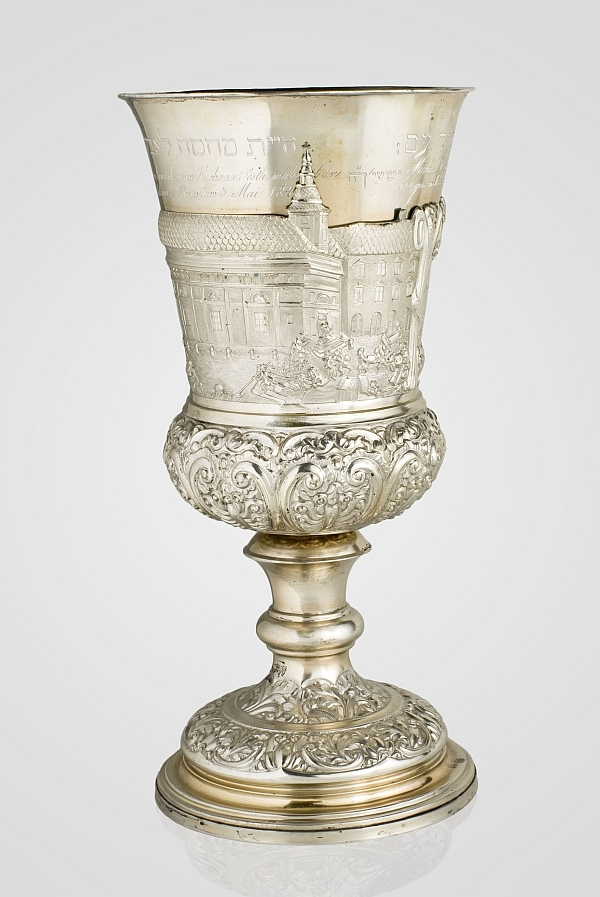
Abendmahlkelch welchen Pfarrer Michael Lang nach dem Hochwasser von 1838 als Dank von der Israelitischen Kultusgemeinde erhielt.

Nach dem Erlass des Toleranzpatents durch Kaiser Joseph II. im Jahre 1781 wurde im Jahre 1787 auch in Pest eine Evangelische Kirchengemeinde A.B. gegründet. In jener Zeit herrschten in der Pester Gemeinde komplizierte ethnische Verhältnisse. Erster Prediger nach der Gründung der Gemeinde war János Molnár (* 1757, † 1819), der alle drei Sprachen (deutsch, slowakisch und ungarisch) beherrschte und in diesen Sprachen auch predigen konnte. Ihm folgte 1819 Joseph Kalchbrenner (* 1776, † 1834).
Im Jahre 1832 wurde Michael Lang Hilfsprediger bei Joseph Kalchbrenner (* 1776, † 1834) und ab 1836 erster deutscher Prediger der Pester Gemeinde. Seine Wahl wurde auch von der damaligen Palatinessa von Ungarn, der Erzherzogin Maria Dorothea von Württemberg tatkräftig unterstützt. Michael Lang hatte ein starkes deutsches Nationalbewusstsein, auf welches er stolz war; obwohl er in Pest geboren wurde, erlernte er die ungarische Sprache sein ganzes Leben lang nicht. Und die slowakische Sprache beherrschte er ebenfalls nicht.
Im Jahre 1837 wurde das 50-jährige Jubiläum der Gründung der Evangelischen Kirchengemeinde von Pest in einem Festgottesdienst, der von Michael Lang gehalten wurde, begangen. Leider wurde nicht mehr gemeinsam mit den Slowaken und Ungarn gefeiert, da wegen der wesentlichen nationalen Differenzen jede Gemeinde für sich dieses Jubiläum beging.
Theologisch war Lang – vermutlich unter dem Einfluss der Aufklärung – ein Vertreter des theologischen Rationalismus. Erzherzogin Maria Dorothea, die ihn durchaus schätzte, nannte ihm einen „Philanthropen“. Er gehörte zum liberalen Flügel der Lutheraner in Ungarn, aber auch die Innere Mission hatte sehr großen Einfluss auf sein Wirken. Seine pastorale Tätigkeit zeichnete sich durch ein außerordentlich stark ausgeprägtes soziales Gerechtigkeitsgefühl aus. Durch seinen Glauben geprägt, war er ein tief verwurzelter Menschenfreund. Wie seine beiden Vorgänger (Molnár und Kalchbrenner) war auch er ein begeisterter Förderer der evangelischen Schule. Er hatte ein gewinnendes Äußeres und war allgemein beliebt. Mit seinem Kollegen, dem (späteren) Bischof József Székács (* 1809, † 1876) und seinen deutschen Kollegen Johann Schranz (* 1830, † 1910) unterhielt er freundschaftliche Beziehungen.
Besondere Verdienste erwarb sich Lang bei der verheerenden Pester Flutwasserkatastrophe während des Hochwassers 1838 in Pest. Neben dem Baron Miklós Wesselényi war er die führende Persönlichkeit bei den Rettungsarbeiten. Ohne Rücksicht auf konfessionelle Zugehörigkeit half er jedem in Not geratenen. Einer seiner Nachfolger, Pfarrer Alexander Doleschall (* 1830, † 1893), schrieb in diesem Zusammenhang über Lang: „Ich denke, besonders Pfarrer Lang war es, der in seinem Dienst als barmherziger Samariter bei den Rettungsarbeiten jeden übertraf.“ Auch ein Vertreter der Pester Israelitischen Kultusgemeinde, Herman Löwy, war von Michael Langs Hilfsbereitschaft zutiefst beeindruckt. Deshalb schenkte er Lang einen wertvollen Ring und einen Abendmahlskelch mit der Aufschrift „Michael Lang dem deutschen Prediger der Deutschen Evangelischen Kirchengemeinde A. B. gewidmet, dessen Kirche in Pest für viele Christen und Juden ein freundschaftliches und sicheres Obdach in der Zeit des großen Hochwassers im März 1838 bot. Pest am 3. Mai 1840“. Die Geschenke übergab Lang seiner Gemeinde in deren Besitz sich die Gegenstände auch heute noch befinden.

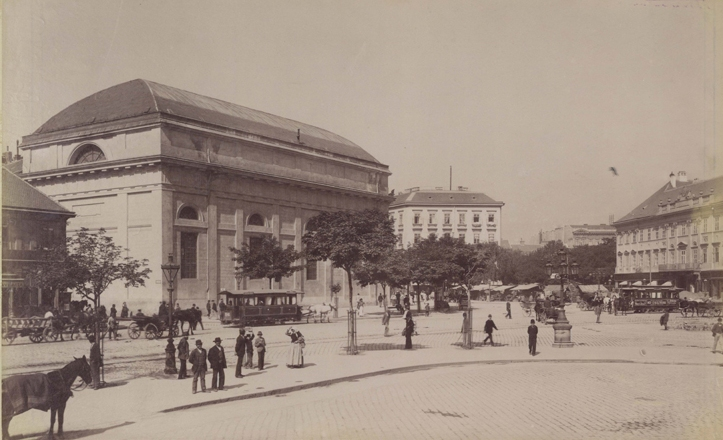
Die evangelische Kirche am heutigen Deákplatz war die Wirkungsstätte von Michel Lang. (historisches Foto um 1890)

In der Ungarischen Revolution 1848/1849 spielte er (als deutscher Patriot stand er eher an der Seite der Österreicher und des Kaiserhauses), ähnlich wie die Siebenbürger Sachsen, eine passive Rolle. Im Gegensatz zu vielen Deutschen, wie dem Prediger der Deutschen Evangelischen Kirchengemeinde A.B. zu Preßburg Paul Rázga oder dem General des Unabhängigkeitskrieges Karl Graf zu Leiningen-Westerburg hielt er sich politisch zurück. Wegen seiner Passivität in den Revolutionsjahren gewann er das Vertrauen der Sieger und erlangte – als evangelischer Propst von Pest – einen gewissen politischen Einfluss auch bei der österreichischen Besatzungsmacht. Dadurch gelang es ihm viele Ungarn die an der Revolution beteiligt waren vor Repressalien zu schützen. Sein ungarischer Amtsbruder József Székács, der an der Revolution aktiv beteiligt war, sollte vor ein Militärgericht gestellt werden. Dem Einsatz und der Fürsprache von Lang ist es zu verdanken, dass Székács nicht abgeurteilt wurde.
Auch bei der Rettung der drei minderjährigen Kinder (Ferenc (* 1841, † 1914), Vilma (* 1843, † 1862), Lajos (* 1844, † 1918)) von Lajos Kossuth spielte Michael Lang eine bedeutende Rolle. Kossuths drei Kinder wurden nach dessen Flucht in den Kasernen des Preßburger Schlosses gefangen gehalten. Auf Initiative der Erzherzogin Maria Dorothea sowie der damaligen britischen Regierung (Palmerston) war Haynau bereit, die Kinder aus der Gefangenschaft zu entlassen. Daraufhin wurde Michael Lang von Kossuths Mutter gebeten, vorerst die Vormundschaft für die Kinder zu übernehmen, was Lang (trotz seiner Loyalität zu Herrscherhaus) bedenkenlos tat.
Im Streit um das „Kaiserliche Patent“, das am 1. September 1859 vom Kaiser Franz Joseph I. erlassen werden sollte, welches die Organisation der evangelischen Kirche inhaltlich und administrativ neu regeln sollte, nahm Lang eine neutrale Stellung ein. Letztlich wurde dieses Patent von den Gemeinden mehrheitlich abgelehnt und wurde 1861 durch ein modifiziertes Protestantenpatent ersetzt.
Michael Lang blieb unverheiratet und starb nach 42 Dienstjahren am 31. Januar 1874 in Budapest und wurde im Kerepescher Friedhof in Budapest beigesetzt.